# Црква светог Игнација у Дубровнику
Црква светог Игнација је језуитска црква у Дубровнику.
Грађена је као барокна једнобродна црква са репрезентативном фасадом, по узору на цркву светог Игнација у Риму. Пројекат је израдио архитекта Андреа Поцо, а градња је завршена 1725. године. Илузионистичке барокне фреске у ентеријеру, са призорима из живота светог Игнација Лојолског, извео је сликар Гаетано Гарсиа. Године 1885. у цркви је постављена вештачка пећина, посвећена Госпи Лурдској, једна од најстаријих у Европи.
Црква је смештена на тргу званом Пољана Руђера Бошковића. На трг се приступа монументалним степеницама из 1738. године, делу Пјетра Пасалакве, грађеним по узору на степенице Piazza di Spagna у Риму. На цркву се надовезује језуитски колегијум (Collegium Ragusinum), познати језуитски универзитет, а данас Бискупијска класична гимназија Руђера Бошковића.